# Horses and High Heels
Albums de Marianne Faithfull
Easy Come, Easy Go
(2008) Give my Love to London
Singles
1. Why Did We Have To Part

Horses and High Heels est le 19e album de la chanteuse britannique Marianne Faithfull, paru en France le 31 janvier 2011 chez le label Naïve, et produit par Hal Willner, comme son disque précédent.

## Description
La chanson titre a été inspirée à Marianne, comme elle l'a raconté dans l'émission Le Pont des artistes sur France Inter, à la fois par l'Irlande (pour les chevaux) et Paris (pour les hauts talons).
L'album est enregistré à la Nouvelle Orléans. Il comporte 8 reprises (comme Love Song de Lesley Duncan (chanté jadis par Elton John), ou Goin'Back de Carole King)  et 4 compositions originales cosignées par Marianne Faithfull. Parmi les musiciens qui l'accompagnent tout au long de l'album, Lou Reed, joue de la guitare sur Back in Baby's Arms et The Old House. On compte aussi la présence de Dr. John et de Wayne Kramer.
Horses and High Heels parait le 31 janvier 2011 en Europe chez Naïve, à l'exception du Royaume-Uni, où il est publié le 7 mars sur le label Dramatico. Il sort aux États-Unis le 28 juin 2011.
La chanson Why Did We Have To Part, co-signée avec Laurent Voulzy, est le premier single issu de l'album.
En France, le disque se classe en 37e position du Top Albums lors de sa sortie.

## Liste des titres
1. The Stations (Greg E. Dulli/Mark William Lanegan)
2. Why Did We Have To Part (Marianne Faithfull/Laurent Voulzy)
3. That’s How Every Empire Falls (R. B. Morris)
4. No Reason (Jackie Lomax)
5. Prussian blue (M. Faithfull/David Courts)
6. Love Song (Lesley Duncan)
7. Gee Baby (J.J. Johnson, Mary Alma Baker, Sylvia Robinson, Tyler T. Texas)
8. Goin' Back (Carole King/Gerry Goffin)
9. Past, Present and Future (Arthur Butler, George "Shadow" Morton, Jerry Leiber)
10. Horses and High Heels (M. Faithfull/Doug Pettibone)
11. Back in Baby’s Arms (Allen Toussaint)
12. Eternity (M. Faithfull/Doug Pettibone)
13. The Old House (Franck McGuinness/Leo Abrahams)